# Casey Dellacquová
Casey Dellacquová (* 11. února 1985 Perth) je bývalá australská profesionální tenistka, vítězka smíšené čtyřhry French Open 2011 a sedminásobná poražená finalistka ženského debla grandslamu. Ve své kariéře vyhrála na okruhu WTA Tour sedm turnajů ve čtyřhře. V rámci okruhu ITF získala dvacet dva titulů ve dvouhře a dvacet tři ve čtyřhře.
Na žebříčku WTA byla ve dvouhře nejvýše klasifikována v září 2014 na 26. místě a ve čtyřhře pak v únoru 2016 na 3. místě. Trénovala ji Shannon Nettleová. Do Australian Open 2009 byla její trenérkou bývalá australská tenistka Nicole Prattová.
V rámci grandslamu vyhrála s Američanem Scottem Lipskym smíšenou čtyřhru na French Open 2011, když ve finále zdolali slovinsko-srbský pár Katarina Srebotniková a Nenad Zimonjić. Na všech čtyřech majorech skončila jako poražená finalistka v soutěži ženské čtyřhry. V sezóně 2013 dokázala po boku krajanky Ashleigh Bartyové postoupit do čtyř finále, a to na Australian Open, ve Wimbledonu, na US Open i a French Open. V prvním případě je přehrály Italky Sara Erraniová a Roberta Vinciová, ve druhém tchajwansko-čínský pár Sie Šu-wej s Pcheng Šuaj, ve třetím souboji nestačily na Češky Andreu Hlaváčkovou a Lucii Hradeckou a nakonec na pár Matteková-Sandsová a Šafářová. Do dalšího deblového finále se probojovala na French Open 2015, kde spolu s Jaroslavou Švedovovou podlehly opět Šafářové s Mattekovou-Sandsovou po třech setech. Se stejnou partnerkou pak prohrály i závěrečný duel US Open 2015.
Premiérový titul na okruhu WTA Tour získala v únoru 2013, když po boku japonské veteránky Kimiko Dateové Krummové vyhrály čtyřhru na PTT Pattaya Open. Ve finále zvítězily nad uzbecko-ruským párem Akgul Amanmuradovová a Alexandra Panovová. Druhou deblovou trofej přidala na travnaté wimbledonské přípravě AEGON Classic 2013 v Birminghamu. V boji o titul přehrály se stabilní spoluhráčkou Ashleigh Bartyovou zimbabwsko-novozélandskou dvojici Cara Blacková a Marina Erakovicová.
Kariéru ukončila 11. dubna 2018 ve třiceti třech letech, když na sociálních sítích oznámila úmysl věnovat se rodině.

## Týmové soutěže
V australském fedcupovém týmu debutovala v roce 2006 korejskou baráží 1. skupiny zóny Asie a Oceánie proti Indii, v níž prohrála dvouhru se Šikhou Uberoiovou. V soutěži nastoupila ke dvaceti jedna mezistátním utkáním s bilancí 6–5 ve dvouhře a 13–4 ve čtyřhře.
Austrálii reprezentovala na  Letních olympijských hrách 2008 v Pekingu, kde nastoupila do ženské dvouhry i čtyřhry. V singlové soutěži skončila ve druhém kole na raketě Viktorie Azarenkové. V deblu pak s Alicií Molikovou podlehly v úvodní fázi Italkám Pennettaové a Schiavoneové. Na londýnských Hrách XXX. olympiády startovala v soutěži ženské čtyřhry. Po boku Sam Stosurové utrpěly v prvním kole debakl s osmou nasazenou dvojicí Španělek Nuria Llagosteraová Vivesová a María José Martínezová Sánchezová, když dokázaly získat pouze dva gamy.
Za Austrálii nastoupila také do Hopmanova poháru v rodném Perthu. V páru s Lleytonem Hewittem v roce 2009 nepostoupili ze základní skupiny. Ze tří dvouher vyhrála jedinou, proti americké hráčce Meghann Shaughnessyové.

## Soukromý život
V srpnu 2013 přivedla její životní partnerka Amanda Juddová na svět syna Blakea Benjamina. Oznámení o této události, učiněné na US Open, bylo jejím prvním veřejným sdělením o lesbické orientaci.
Po otci má italské kořeny a po matce irské předky.

## Finále na Grand Slamu

### Ženská čtyřhra: 7 (0–7)
| Stav       | Rok  | Turnaj          | Povrch | Spoluhráčka            | Soupeřky ve finále                                        | Výsledek           |
| ---------- | ---- | --------------- | ------ | ---------------------- | --------------------------------------------------------- | ------------------ |
| Finalistka | 2008 | French Open     | antuka | Francesca Schiavoneová | Anabel Medinaová Garriguesová Virginia Ruanová Pascualová | 6–2, 5–7, 4–6      |
| Finalistka | 2013 | Australian Open | tvrdý  | Ashleigh Bartyová      | Sara Erraniová Roberta Vinciová                           | 2–6, 6–3, 2–6      |
| Finalistka | 2013 | Wimbledon       | tráva  | Ashleigh Bartyová      | Sie Šu-wej Pcheng Šuaj                                    | 6–7(1–7), 1–6      |
| Finalistka | 2013 | US Open         | tvrdý  | Ashleigh Bartyová      | Andrea Hlaváčková Lucie Hradecká                          | 7–6(7–4), 1–6, 4–6 |
| Finalistka | 2015 | French Open (2) | antuka | Jaroslava Švedovová    | Bethanie Matteková-Sandsová Lucie Šafářová                | 6–3, 4–6, 2–6      |
| Finalistka | 2015 | US Open (2)     | tvrdý  | Jaroslava Švedovová    | Martina Hingisová Sania Mirzaová                          | 3–6, 3–6           |
| Finalistka | 2017 | French Open (3) | antuka | Ashleigh Bartyová      | Bethanie Matteková-Sandsová Lucie Šafářová                | 2–6, 1–6           |

### Smíšená čtyřhra: 1 (1–0)
| Stav    | Rok  | Turnaj      | Povrch | Spoluhráč    | Soupeři ve finále                    | Výsledek              |
| ------- | ---- | ----------- | ------ | ------------ | ------------------------------------ | --------------------- |
| Vítězka | 2011 | French Open | antuka | Scott Lipsky | Katarina Srebotniková Nenad Zimonjić | 7–6(8–6), 4–6, [10–7] |

## Finále na okruhu WTA Tour
| Legenda                               |
| ------------------------------------- |
| D – dvouhra; Č – čtyřhra              |
| Grand Slam (0–7 Č)                    |
| Turnaj mistryň (0)                    |
| Premier Mandatory & Premier 5 (1–1 Č) |
| Premier (1–5 Č)                       |
| International (5–0 Č)                 |

### Čtyřhra: 20 (7–13)
| Stav       | č.  | datum            | turnaj                         | povrch | spoluhráčka            | soupeřky ve finále                            | výsledek              |
| ---------- | --- | ---------------- | ------------------------------ | ------ | ---------------------- | --------------------------------------------- | --------------------- |
| Finalistka | 1.  | 6. června 2008   | French Open, Francie           | antuka | Francesca Schiavoneová | Anabel Medina Garrigues Virginia Ruan Pascual | 6–2, 5–7, 4–6         |
| Finalistka | 2.  | 16. ledna 2009   | Sydney, Austrálie              | tvrdý  | Nathalie Dechyová      | Sie Šu-wej Pcheng Šuaj                        | 0–6, 1–6              |
| Finalistka | 3.  | 25. ledna 2013   | Australian Open, Austrálie     | tvrdý  | Ashleigh Bartyová      | Sara Erraniová Roberta Vinciová               | 2–6, 6–3, 2–6         |
| Vítězka    | 1.  | 3. února 2013    | Pattaya City, Thajsko          | tvrdý  | Kimiko Date Krumm      | Akgul Amanmuradovová Alexandra Panovová       | 6–3, 6–2              |
| Vítězka    | 2.  | 16. června 2013  | Birmingham, Spojené království | tráva  | Ashleigh Bartyová      | Cara Blacková Marina Erakovicová              | 7–5, 6–4              |
| Finalistka | 4.  | 6. července 2013 | Wimbledon, Spojené království  | tráva  | Ashleigh Bartyová      | Sie Šu-wej Pcheng Šuaj                        | 6–7(1–7), 1–6         |
| Finalistka | 5.  | 9. září 2013     | US Open, Spojené státy         | tvrdý  | Ashleigh Bartyová      | Andrea Hlaváčková Lucie Hradecká              | 7–6(7–4), 1–6, 4–6    |
| Vítězka    | 3.  | 24. května 2014  | Štrasburk, Francie             | antuka | Ashleigh Bartyová      | Tatiana Búaová Daniela Seguelová              | 4–6, 7–5, [10–4]      |
| Finalistka | 6.  | 15. června 2014  | Birmingham, Spojené království | tráva  | Ashleigh Bartyová      | Raquel Kopsová-Jonesová Abigail Spearsová     | 6–7(1–7), 1–6         |
| Finalistka | 7.  | 12. dubna 2015   | Charleston, Spojené státy      | antuka | Darija Juraková        | Martina Hingisová Sania Mirzaová              | 0–6, 4–6              |
| Vítězka    | 4.  | 9. května 2015   | Madrid, Španělsko              | antuka | Jaroslava Švedovová    | Garbiñe Muguruzaová Carla Suárezová Navarrová | 6–3, 6–7(4–7), [10–5] |
| Finalistka | 8.  | 7. června 2015   | French Open, Francie           | antuka | Jaroslava Švedovová    | Bethanie Mattek-Sandsová Lucie Šafářová       | 6–3, 4–6, 2–6         |
| Finalistka | 9.  | 23. srpna 2015   | Cincinnati, Spojené státy      | tvrdý  | Jaroslava Švedovová    | Čan Chao-čching Čan Jung-žan                  | 5–7, 4–6              |
| Finalistka | 10. | 13. září 2015    | US Open, Spojené státy         | tvrdý  | Jaroslava Švedovová    | Martina Hingisová Sania Mirzaová              | 3-6, 3-6              |
| Vítězka    | 5.  | 5. března 2017   | Kuala Lumpur, Malajsie         | tvrdý  | Ashleigh Bartyová      | Nicole Melicharová Makoto Ninomijová          | 7–6(7–5), 6–3         |
| Vítězka    | 6.  | 27. května 2017  | Štrasburk, Francie             | antuka | Ashleigh Bartyová      | Čan Chao-čching Čan Jung-žan                  | 6–4, 6–2              |
| Finalistka | 11. | 11. června 2017  | French Open, Paříž, Francie    | antuka | Ashleigh Bartyová      | Bethanie Matteková-Sandsová Lucie Šafářová    | 2–6, 1–6              |
| Vítězka    | 7.  | 25. června 2017  | Birmingham, Spojené království | tráva  | Ashleigh Bartyová      | Čan Chao-čching Čang Šuaj                     | 6–1, 2–6, [10–8]      |
| Finalistka | 12. | 1. července 2017 | Eastbourne, Spojené království | tráva  | Ashleigh Bartyová      | Čan Jung-žan Martina Hingisová                | 3–6, 5–7              |
| Finalistka | 13. | 26. srpna 2017   | New Haven, Spojené státy       | tvrdý  | Ashleigh Bartyová      | Gabriela Dabrowská Sü I-fan                   | 6–3, 3–6, [8–10]      |

## Finále na okruhu ITF
| Legenda               |
| --------------------- |
| 100 000 $ tournaments |
| 75 000 $ tournaments  |
| 50 000 $ tournaments  |
| 25 000 $ tournaments  |
| 10 000 $ tournaments  |

### Dvouhra: 26 (22–4)
| Stav       | Č.  | Datum              | Turnaj        | Povrch | Soupeřka ve finále         | Výsledek      |
| ---------- | --- | ------------------ | ------------- | ------ | -------------------------- | ------------- |
| Vítězka    | 1.  | 2. listopadu 2003  | Dalby         | tvrdý  | Anousjka van Exelová       | 6–3, 2–6, 7–5 |
| Vítězka    | 2.  | 7. března 2004     | Warrnambool   | tráva  | Nicole Sewellová           | 6–3, 3–6, 6–2 |
| Finalistka | 1.  | 1. května 2005     | Hamanako      | tvrdý  | Rjoko Fudaová              | 1–4skreč      |
| Vítězka    | 3.  | 25. září 2005      | Mackay        | tvrdý  | María José Argeriová       | 1–6, 6–3, 6–0 |
| Vítězka    | 4.  | 2. října 2005      | Rockhampton   | tvrdý  | Beti Sekulovská            | 6–1, 6–4      |
| Vítězka    | 5.  | 13. listopadu 2005 | Port Pirie    | tvrdý  | Cindy Watsonová            | 6–3, 7–5      |
| Finalistka | 2.  | 8. října 2006      | Traralgon     | tvrdý  | Raquel Kopsová-Jonesová    | 4–6, 2–6      |
| Finalistka | 3.  | 15. října 2006     | Melbourne     | tvrdý  | Marina Erakovicová         | 1–6, 6–0, 4–6 |
| Vítězka    | 6.  | 12. listopadu 2006 | Mount Gambier | tvrdý  | Natalie Grandinová         | 6–1, 6–4      |
| Vítězka    | 7.  | 19. listopadu 2006 | Port Pirie    | tvrdý  | Natalie Grandinová         | 6–4, 6–2      |
| Vítězka    | 8.  | 18. února 2007     | Melbourne     | antuka | Christina Wheelerová       | 6–3, 6–1      |
| Vítězka    | 9.  | 18. března 2007    | Perth         | tvrdý  | Džurika Semaová            | 6–2, 6–1      |
| Vítězka    | 10. | 25. března 2007    | Kalgoorlie    | tvrdý  | Maša Zecová-Peškiričová    | 6–2, 6–4      |
| Finalistka | 4.  | 13. května 2007    | Fukuoka       | tvrdý  | Čan Jung-žan               | 4–6, 4–6      |
| Vítězka    | 11. | 19. srpna 2007     | Bronx         | tvrdý  | Ahsha Rolleová             | 7–5, 2–0skreč |
| Vítězka    | 12. | 21. února 2010     | Mildura       | tráva  | Sally Peersová             | 7–5, 6–0      |
| Vítězka    | 13. | 10. dubna 2011     | Bundaberg     | antuka | Olivia Rogowská            | 6–2, 6–3      |
| Vítězka    | 14. | 18. září 2011      | Cairns        | tvrdý  | Sandra Zaniewská           | 6–4, 7–6(7–3) |
| Vítězka    | 15. | 25. října 2011     | Darwin        | tvrdý  | Akiko Omaeová              | 6–1, 6–2      |
| Vítězka    | 16. | 9. října 2011      | Esperance     | tvrdý  | Olivia Rogowská            | 6–2, 6–1      |
| Vítězka    | 17. | 16. října 2011     | Kalgoorlie    | tvrdý  | Monique Adamczaková        | 6–2, 6–2      |
| Vítězka    | 18. | 20. listopadu 2011 | Traralgon     | tvrdý  | Sacha Jonesová             | 7–5, 7–6(8–6) |
| Vítězka    | 19. | 18. prosince 2011  | Bendigo       | tvrdý  | Isabella Hollandová        | 6–2, 6–2      |
| Vítězka    | 20. | 13. května 2012    | Fukuoka       | tvrdý  | Monique Adamczaková        | 6–4, 6–1      |
| Vítězka    | 21. | 27. října 2013     | Bendigo       | tvrdý  | Noppawan Lertcheewakarnová | 6–4, 6–4      |
| Vítězka    | 22. | 3. listopadu 2013  | Bendigo       | tvrdý  | Tammi Pattersonová         | 6–3, 6–1      |

### Čtyřhra: 31 (23–8)
| Stav       | Č.  | Datum              | Turnaj      | Povrch  | Spoluhráčka             | Soupeřky ve finále                                 | Výsledek         |
| ---------- | --- | ------------------ | ----------- | ------- | ----------------------- | -------------------------------------------------- | ---------------- |
| Vítězka    | 1.  | 1. listopadu 2003  | Dalby       | tvrdý   | Evie Dominikovicová     | Elizabeth Schmidtová Anousjka Van Exelová          | 6–7, 6–2, 6–1    |
| Vítězka    | 2.  | 28. února 2004     | Bendigo     | tvrdý   | Nicole Sewellová        | Šachar Pe'erová Wynne Prakusjová                   | 6–2, 1–6, 6–2    |
| Finalistka | 1.  | 6. března 2004     | Warnambool  | tráva   | Jaslyn Hewittová        | Eden Maramová Paula Maramová                       | 3–6, 6–4, 2–6    |
| Vítězka    | 3.  | 24. července 2004  | Schenectady | tvrdý   | Nicole Sewellová        | Ansley Cargillová Julie Dittyová                   | 3–6, 7–6, 6–2    |
| Finalistka | 2.  | 1. srpna 2004      | Lexington   | tvrdý   | Nicole Sewellová        | Claire Curranová Natalie Grandinová                | 6–7, 4–6         |
| Finalistka | 3.  | 23. října 2004     | Rockhampton | tvrdý   | Nicole Sewellová        | Daniella Dominikovicová Evie Dominikovicová        | 5–7, 2–6         |
| Vítězka    | 4.  | 3. listopadu 2004  | Port Pirie  | tvrdý   | Sunitha Raová           | Daniella Dominikovicová Evie Dominikovicová        | 4–6, 6–3, 7–6    |
| Vítězka    | 5.  | 26. února 2007     | Bendigo     | tvrdý   | Trudi Musgraveová       | Beti Sekulovská Cindy Watsonová                    | 6–4, 7–6         |
| Vítězka    | 6.  | 4. června 2005     | Galatina    | antuka  | Lucia Gonzalezová       | Jarmila Gajdošová Taťána Pučeková                  | 6–4, 6–3         |
| Finalistka | 4.  | 13. srpna 2005     | Wu-si       | tvrdý   | Sophie Fergusonová      | Mi-Ra Jeon Wynne Prakusjová                        | 2–6, 6–7         |
| Vítězka    | 7.  | 24. září 2005      | Mackay      | tvrdý   | Daniella Dominikovicová | Monique Adamczaková Olivia Lukaszewiczová          | 7–6, 7–6         |
| Vítězka    | 8.  | 1. října 2005      | Rockhampton | tvrdý   | Daniella Dominikovicová | Beti Sekulovská Aleksandra Sndovicová              | 6–4, 6–2         |
| Vítězka    | 9.  | 15. října 2005     | Lyneham     | antuka  | Daniella Dominikovicová | Alison Baiová Jenny Swiftová                       | 6–4, 6–3         |
| Finalistka | 5.  | 19. listopadu 2005 | Nuriootpa   | tvrdý   | Trudi Musgraveová       | Gréta Arnová Anastasia Rodionovová                 | 4–6, 6–1, 5–7    |
| Vítězka    | 10. | 4. března 2006     | Las Vegas   | tvrdý   | Nicole Prattová         | Maria-Fernanda Alvesová Tatiana Perebijnisová      | bez boje         |
| Vítězka    | 11. | 9. června 2006     | Surbiton    | tráva   | Trudi Musgraveová       | Tamarine Tanasugarnová Sie Šu-wej                  | 6–3, 6–3         |
| Finalistka | 6.  | 7. října 2006      | Traralgon   | tvrdý   | Sunitha Raová           | Raquel Kopsová-Jonesová Christina Horiatopoulosová | 2–6, 6–7         |
| Vítězka    | 12. | 14. října 2006     | Melbourne   | tvrdý   | Sunitha Raová           | Daniella Dominikovicová Evie Dominikovicová        | 6–3, 6–2         |
| Vítězka    | 13. | 17. března 2007    | Perth       | tvrdý   | Emily Hewsonová         | Trudi Musgraveová Christina Wheelerová             | 6–4, 4–6, 6–2    |
| Finalistka | 7.  | 29. července 2007  | Lexington   | tvrdý   | Natalie Grandinová      | Melinda Czinková Lindsay Lee-Watersová             | 2-6 6-7          |
| Vítězka    | 14. | 21. února 2010     | Mildura     | tráva   | Jessica Mooreová        | Jarmila Grothová Jade Hopperová                    | 6–2, 7–6         |
| Vítězka    | 15. | 7. března 2010     | Sydney      | tvrdý   | Jessica Mooreová        | Sophie Fergusonová Trudi Musgraveová               | bez boje         |
| Vítězka    | 16. | 27. února 2011     | Mildura     | tráva   | Olivia Rogowská         | Rika Fudžiwarová Kumiko Iidžimová                  | 4–6, 7–6, [10–4] |
| Vítězka    | 17. | 4. března 2011     | Sydney      | tvrdý   | Olivia Rogowská         | Rika Fudžiwarová Kumiko Iidžimová                  | 3–6, 7–6, [10–4] |
| Vítězka    | 18. | 3. dubna 2011      | Ipswich     | antuka  | Olivia Rogowská         | Miki Mijamurová Mari Tanaková                      | 6–4, 6–4         |
| Vítězka    | 19. | 10. dubna 2011     | Bundaberg   | antuka  | Olivia Rogowská         | Daniella Dominikovicová Sandra Zaniewská           | 7–5, 6–4         |
| Vítězka    | 20. | 9. října 2011      | Esperance   | tvrdý   | Olivia Rogowská         | Monique Adamczaková Sandra Zaniewská               | 6–3, 6–2         |
| Vítězka    | 21. | 16. října 2011     | Kalgoorlie  | tvrdý   | Olivia Rogowská         | Sü I-fan Čang Kchaj-lin                            | 6–1, 6–1         |
| Finalistka | 8.  | 20. května 2012    | Praha       | antuka  | Akgul Amanmuradovová    | Alizé Cornetová Virginie Razzanová                 | 2–6, 3–6         |
| Vítězka    | 22. | 9. června 2012     | Nottingham  | tráva   | Eleni Daniilidou        | Laura Robsonová Heather Watsonová                  | 6–4, 6–2         |
| Vítězka    | 23. | 25. listopadu 2012 | Tojota      | koberec | Ashleigh Bartyová       | Miki Mijamurová Varatčaja Vongteančajová           | 6–1, 6–2         |

## Postavení na konečném žebříčku WTA

### Dvouhra
| Rok    | 2002 | 2003   | 2004   | 2005   | 2006   | 2007  | 2008  | 2009    | 2010   | 2011   | 2012  | 2013   | 2014  | 2015   | 2016 | 2017 |
| Pořadí | 458. | ▲ 275. | ▼ 301. | ▲ 223. | ▲ 172. | ▲ 78. | ▲ 55. | ▼ 1004. | ▲ 226. | ▲ 156. | ▲ 88. | ▼ 130. | ▲ 30. | ▼ 112. | —    | —    |

### Čtyřhra
| Rok    | 2002 | 2003   | 2004   | 2005   | 2006   | 2007   | 2008  | 2009 | 2010 | 2011  | 2012  | 2013  | 2014  | 2015 | 2016   | 2017  |
| Pořadí | 545. | ▲ 224. | ▲ 117. | ▼ 141. | ▲ 121. | ▼ 123. | ▲ 21. | —    | 251. | ▲ 56. | ▼ 67. | ▲ 10. | ▼ 31. | ▲ 5. | ▼ 273. | ▲ 10. |